# Miss Belgien

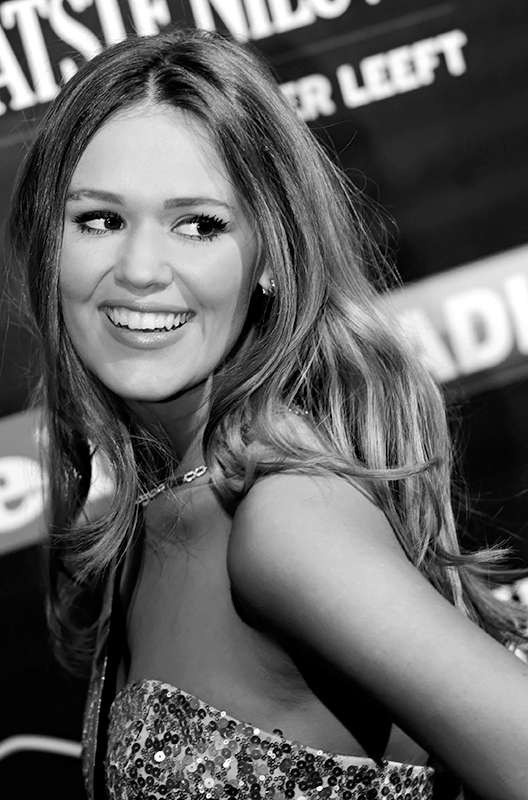
Annelies Törös, Miss Belgien 2015

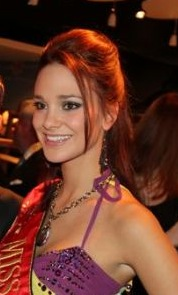
Cilou Annys, Miss Belgien 2010

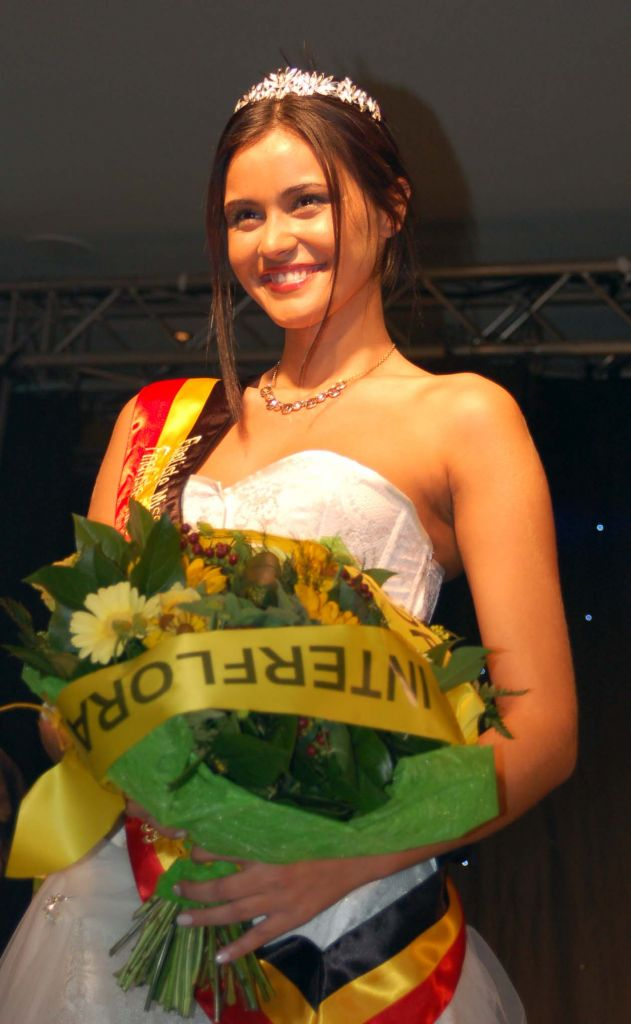
Zeynep Sever, Miss Belgien 2009

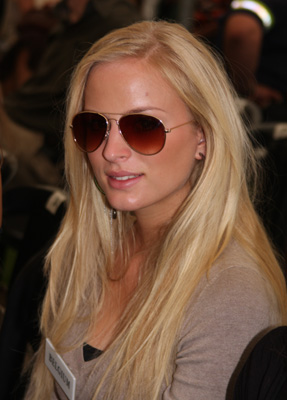
Alizée Poulicek, Miss Belgien 2008

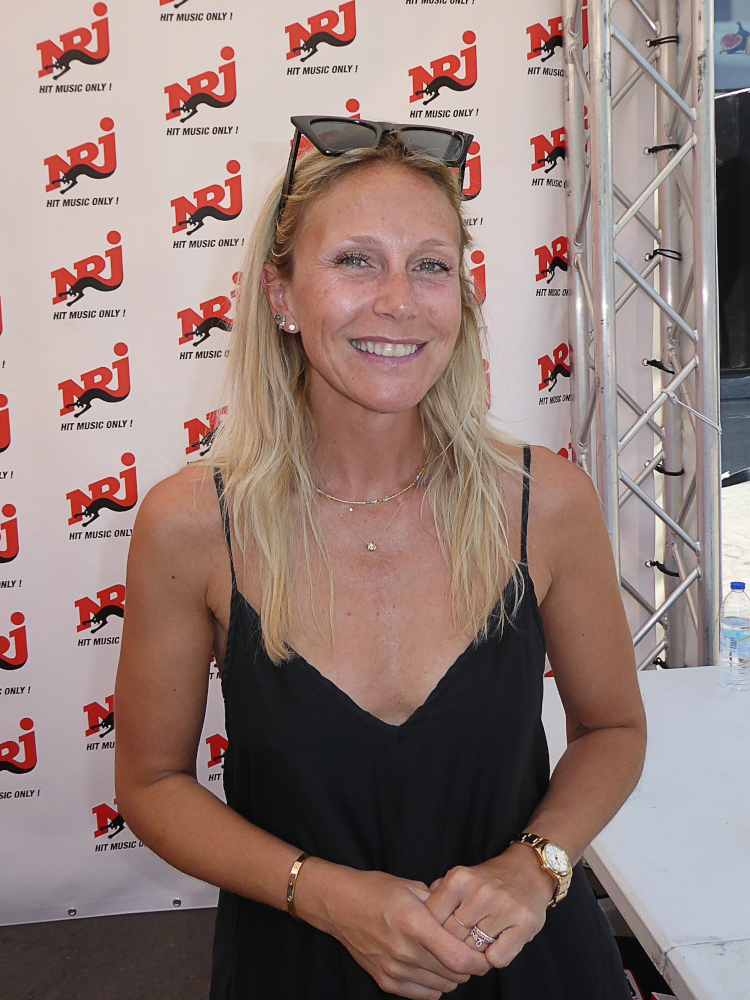
Julie Taton (Miss Belgien 2003), 2022

Miss Belgien ist ein nationaler Schönheitswettbewerb in Belgien, der seit 1969 vom Comité National Miss Belgique bzw. Nationaal Comité Miss België  ausgetragen wird. Im Inland heißt er Miss Belgique (französisch) bzw. Miss België (flämisch).

## Geschichte
Vor der Einführung des Miss Belgien wurden belgische Schönheitsköniginnen von anderen Organisationen gewählt. Bereits vor dem Zweiten Weltkrieg beteiligten sie sich an den Wahlen zur Miss Universe, 1931 gewann Netta Duchâteau diesen Titel.
Miss Belgien ist der größte derartige Wettbewerb im Land. Seine Siegerinnen bzw. Finalistinnen nehmen an der Miss World, Miss Universe, Miss International und Miss Europe teil.
Von 1991 bis 2009 existierte ein weiterer Wettbewerb unter dem Namen Miss Belgian Beauty. Er wurde von Ignace Crombé ins Leben gerufen und wurde von seiner Agentur Animô organisiert.

## Siegerinnen

### Miss Belgique vor dem Zweiten Weltkrieg
| Jahr    | Miss Belgique           | Stadt      |
| ------- | ----------------------- | ---------- |
| 1921    | Anny Duny               | ?          |
| 1922–27 | unbekannt               |            |
| 1928    | Anne Koyaert            | ?          |
| 1929    | Jenny Vanparays         | Brüssel    |
| 1930    | Netta Duchâteau         | Namur      |
| 1931    | Suzanne Daudin [Dandin] | ?          |
| 1932    | Simone Eraerts          | Brüssel    |
| 1933    | Georgette Casteels      | Anderlecht |
| 1934    | Josée Mondelaers        | ?          |
| 1935    | Stéphanie Boumans       | ?          |
| 1936    | Laura Torfs             | Limburg    |
| 1937    | Josée Decœur            | Hasselt    |
| 1938    | Mary Van Leda           | ?          |
| 1939    | Gilberte de Somme       | Namur      |

### Miss Belgium 1945–1968
| Jahr    | Miss Belgium        |
| ------- | ------------------- |
| 1945–48 | unbekannt           |
| 1949    | Andréa Bouillon     |
| 1950    | ?                   |
| 1951    | Lucienne Zadworny   |
| 1952    | Anne-Marie Pauwels  |
| 1953    | Sépia Degehet       |
| 1954    | Nelly Dehem         |
| 1955    | Rosette Ghislain    |
| 1956    | Madeleine Hotelet   |
| 1957    | Jeanne Chandelle    |
| 1958    | Michèle Goethals    |
| 1959    | Diane Hidalgo       |
| 1960    | Huberte Box         |
| 1961    | Jacqueline Oroi     |
| 1962    | Christine Delit     |
| 1963    | Irène Godin         |
| 1964    | Danièle Defrère     |
| 1965    | Lucy Nossent        |
| 1966    | Mireille De Man     |
| 1967    | Mauricette Sironval |
| 1968    | Sonia Commen        |

### Miss Belgium seit 1969
| Jahr | Miss Belgium                | Provinz            |
| ---- | --------------------------- | ------------------ |
| 1969 | Maud Alin                   | Hennegau           |
| 1970 | Francine Martin             | Lüttich            |
| 1971 | Martine De Hert             | Antwerpen          |
| 1972 | Anne-Marie Roger            | Brüssel            |
| 1973 | Christiane De Visch         | Antwerpen          |
| 1974 | Anne-Marie Sikorski         | Lüttich            |
| 1975 | Christine Delmelle          | Lüttich            |
| 1976 | Yvette Aelbrecht            | Brüssel            |
| 1977 | Claudine Vasseur            | Brüssel            |
| 1978 | Maggy Moreau                | Brüssel            |
| 1979 | Christine Cailliau          | Brüssel            |
| 1980 | Brigitte Billen             | Limburg            |
| 1981 | Dominique Van Eeckhoudt     | Brüssel            |
| 1982 | Marie-Pierre Lemaître       | Brüssel            |
| 1983 | Françoise Bostoen           | Westflandern       |
| 1984 | Brigitte Muyshondt          | Antwerpen          |
| 1985 | An Van Den Broeck           | Antwerpen          |
| 1986 | Goedele Liekens             | Flämisch Brabant   |
| 1987 | Lynn Wesenbeek              | Antwerpen          |
| 1988 | Daisy Van Cauwenbergh       | Antwerpen          |
| 1989 | Anne De Baetzelier          | Flämisch Brabant   |
| 1990 | Katia Alens                 | Antwerpen          |
| 1991 | Anke Van dermeersch         | Antwerpen          |
| 1992 | Sandra Joine                | Antwerpen          |
| 1993 | Stephanie Meire             | Westflandern       |
| 1994 | Ilse De Meulemeester        | Flämisch Brabant   |
| 1995 | Veronique De Kock           | Antwerpen          |
| 1996 | Laurence Borremans          | Wallonisch Brabant |
| 1997 | Sandrine Corman             | Lüttich            |
| 1998 | Tanja Dexters               | Antwerpen          |
| 1999 | Brigitta Callens            | Antwerpen          |
| 2000 | Joke van de Velde           | Ostflandern        |
| 2001 | Dina Tersago                | Antwerpen          |
| 2002 | Ann van Elsen               | Antwerpen          |
| 2003 | Julie Taton                 | Namur              |
| 2004 | Ellen Petri                 | Antwerpen          |
| 2005 | Tatiana Silva Braga Tavares | Brüssel            |
| 2006 | Virginie Claes              | Limburg            |
| 2007 | Annelien Coorevits          | Westflandern       |
| 2008 | Alizée Poulicek             | Lüttich            |
| 2009 | Zeynep Sever                | Brüssel            |
| 2010 | Cilou Annys                 | Westflandern       |
| 2011 | Justine De Jonckheere       | Westflandern       |
| 2012 | Laura Beyne                 | Brüssel            |
| 2013 | Noémie Happart              | Lüttich            |
| 2014 | Laurence Langen             | Limburg            |
| 2015 | Annelies Törös              | Antwerpen          |
| 2016 | Lenty Frans                 | Antwerpen          |
| 2017 | Romanie Schotte             | Westflandern       |

### Miss Belgian Beauty
| Jahr      | Miss Belgian Beauty | Provinz          |
| --------- | ------------------- | ---------------- |
| 1991/1992 | Rani De Coninck     | Ostflandern      |
| 1992/1993 | Karina Beuthe       | Hennegau         |
| 1993/1994 | Karolien Taverniers | Brüssel          |
| 1994/1995 | Petra Winckelmans   | Antwerpen        |
| 1995/1996 | Stefanie Van Vyve   | Westflandern     |
| 1996/1997 | Els Tibau           | Flämisch Brabant |
| 1997/1998 | Liesbeth Van Bavel  | Ostflandern      |
| 1998/1999 | Darline Vanheule    | Antwerpen        |
| 1999/2000 | Caroline Ex         | Antwerpen        |
| 2000/2001 | Eveline Hoste       | Ostflandern      |
| 2001/2002 | Brunhilde Verhenne  | Ostflandern      |
| 2002/2003 | Zsofi Horvath       | Antwerpen        |
| 2003/2004 | Sofie Grosemans     | Limburg          |
| 2004/2005 | Cynthia Reekmans    | Limburg          |
| 2005/2006 | Céline Du Caju      | Ostflandern      |
| 2006/2007 | Anne-Marie Ilie     | Antwerpen        |
| 2007/2008 | Nele Somers         | Antwerpen        |
| 2008/2009 | Yoni Mous           | Antwerpen        |

Anmerkung: Bei den Doppel-Jahreszahlen bedeutet in der Regel das erste den Termin der Wahl, das zweite das „offizielle Amtsjahr“. Zum Beispiel wurde Anne-Marie Ilie im Oktober 2006 gewählt, wird aber als Miss Belgian Beauty 2007 bezeichnet.